# طاعون لندن 1592–1593
من عام 1592 إلى عام 1593 شهدت لندن آخر انتشار للطاعون في القرن السادس عشر. خلال هذه الفترة، مات ما لا يقل عن 15000 شخص بسبب الطاعون داخل مدينة لندن وتوفي 4900 آخرين بسبب الطاعون في الأبرشيات المجاورة.

## لندن عام 1592
كانت لندن في عام 1592 مدينة محاطة بسور جزئيًا يبلغ تعداد سكانها 150 ألف نسمة، وكانوا يتكونون من مدينة لندن والأبرشيات المحيطة بها، والتي تسمى الحريات، خارج الأسوار مباشرةً. حكمت الملكة إليزابيث الأولى لمدة 34 عامًا وتكافح حكومتها مع النمو السكاني السريع في لندن. بسبب النقص الاقتصادي والغذائي المتزايد، نما الفوضى بين الطبقات الدنيا في المدينة والذين ما وراءهم تكافح السلطات الأخلاقية بشكل متزايد للحكم. كان عدد كبير من السكان الفقراء يشكلون الحريات المحيطة، والتي أصبحت المجتمعات الأولى التي تضررت بشدة من الطاعون.

## نشاط الطاعون في إنجلترا
كان الطاعون موجودًا في إنجلترا منذ الطاعون الأسود، حيث أصاب العديد من الحيوانات في الريف، والمعروف باسم الطاعون منذ القرن الخامس عشر. من حين لآخر، تنتقل اليرسينيا الطاعونية إلى المجتمع البشري عن طريق الاتصال المعدي مع براغيث الحيوانات البرية، مما أدى إلى نتائج كارثية على التجارة والزراعة والحياة الاجتماعية. ظهر نشاط الطاعون المتزايد على طول السواحل الجنوبية والشرقية لإنجلترا خلال أواخر الثمانينات وأوائل التسعينات. تسبب تفشي المرض في نيوكاسل عام 1589 في مقتل 1727 من السكان بحلول يناير 1590، بينما تأثرت بليموث وديفون من عام 1590 إلى 1592 مع 997 حالة وفاة بسبب الطاعون في توتنيس وتيفرتون. انتشر الطاعون جنوبًا وشمالًا في ريف إنجلترا في أوائل تسعينات القرن التاسع عشر، مما أدى إلى تلويث خزانات القوارض حول المزارع والبلدات حتى وصل في النهاية إلى لندن في صيف عام 1592. 

## الطاعون في لندن

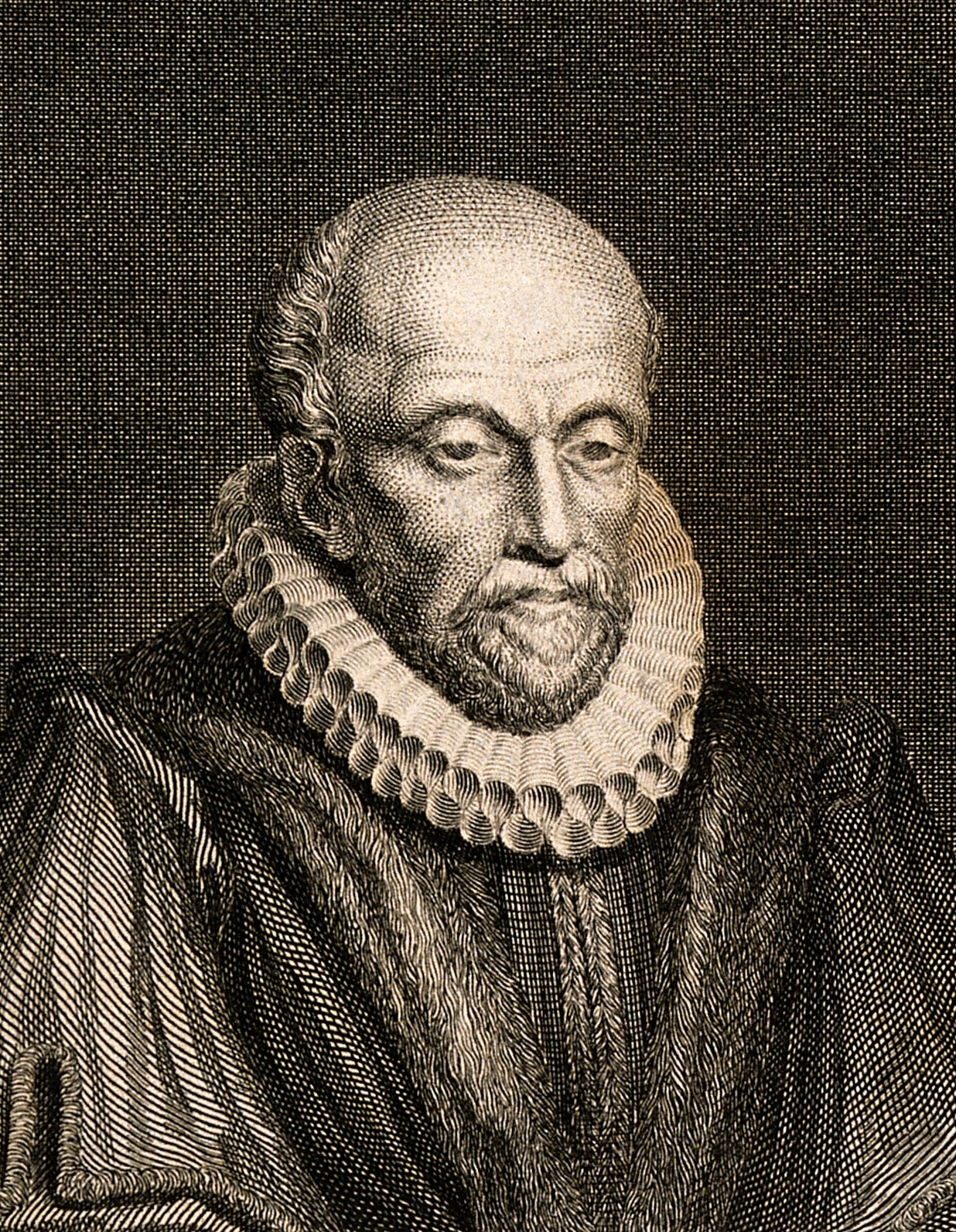
نسخ جون ستو سجلات التفشي واحتفظ بها.

### 1592
لوحظت أولى حالات الطاعون في لندن في أغسطس. في 7 سبتمبر، تم تغيير مسار الجنود الذين كانوا يسيرون من شمال إنجلترا للشروع في حملات أجنبية حول المدينة بسبب مخاوف من العدوى، وبحلول 21 على الأقل كانت 35 أبرشية «موبوءة» بالطاعون. لم تستطع مجموعة تنقل غنائم كاراك إسباني من دارتموث أن تتجاوز غرينتش بسبب تفشي المرض في لندن وانتشرت أخبار الطاعون إقليمياً. مسارح لندن التي أغلقتها سلطات المدينة مؤقتًا منذ أعمال الشغب في يونيو، مددت الحكومة أوامر الإغلاق الخاصة بها حتى 29 ديسمبر. شعر أعضاء الطبقة الأرستقراطية بالخطر مع استمرار انتشار المرض وفرارهم من المدينة: «الطاعون مؤلم لدرجة أنه لا شيء يستحق البقاء حول هذه الأماكن» قال أحد المعاصرين. في تشرين الثاني (نوفمبر)، عقدت كلية الأطباء في لندن اجتماعاً لمناقشة «الممارسة الوقحة وغير المشروعة» لأطباء لندن الطبيين غير المرخصين بقصد «استدعائهم جميعًا» قبل الكلية للشعوذة. كما قرر الديوان الملكي للملكة إليزابيث عدم استضافة احتفالات الإمالة السنوية بيوم الانضمام للشهر بسبب احتمالية انتقال العدوى في الديوان الملكي.
قام جون ستو بنسخ بعض سجلات الطاعون خلال بحثه الخاص في القرن السابع عشر وبقيت على قيد الحياة على الرغم من ضياع الوثائق الأصلية. توفي حوالي 2000 من سكان لندن من الطاعون بين أغسطس 1592 ويناير 1593. بدأت شركة كتبة الرعية في حفظ ونشر سجلات الوفيات الناجمة عن الطاعون في 21 ديسمبر 1592. تم تمديد الأوامر الحكومية التي تمنع العروض في المسارح مرة أخرى، إلى عام 1593.

### 1593

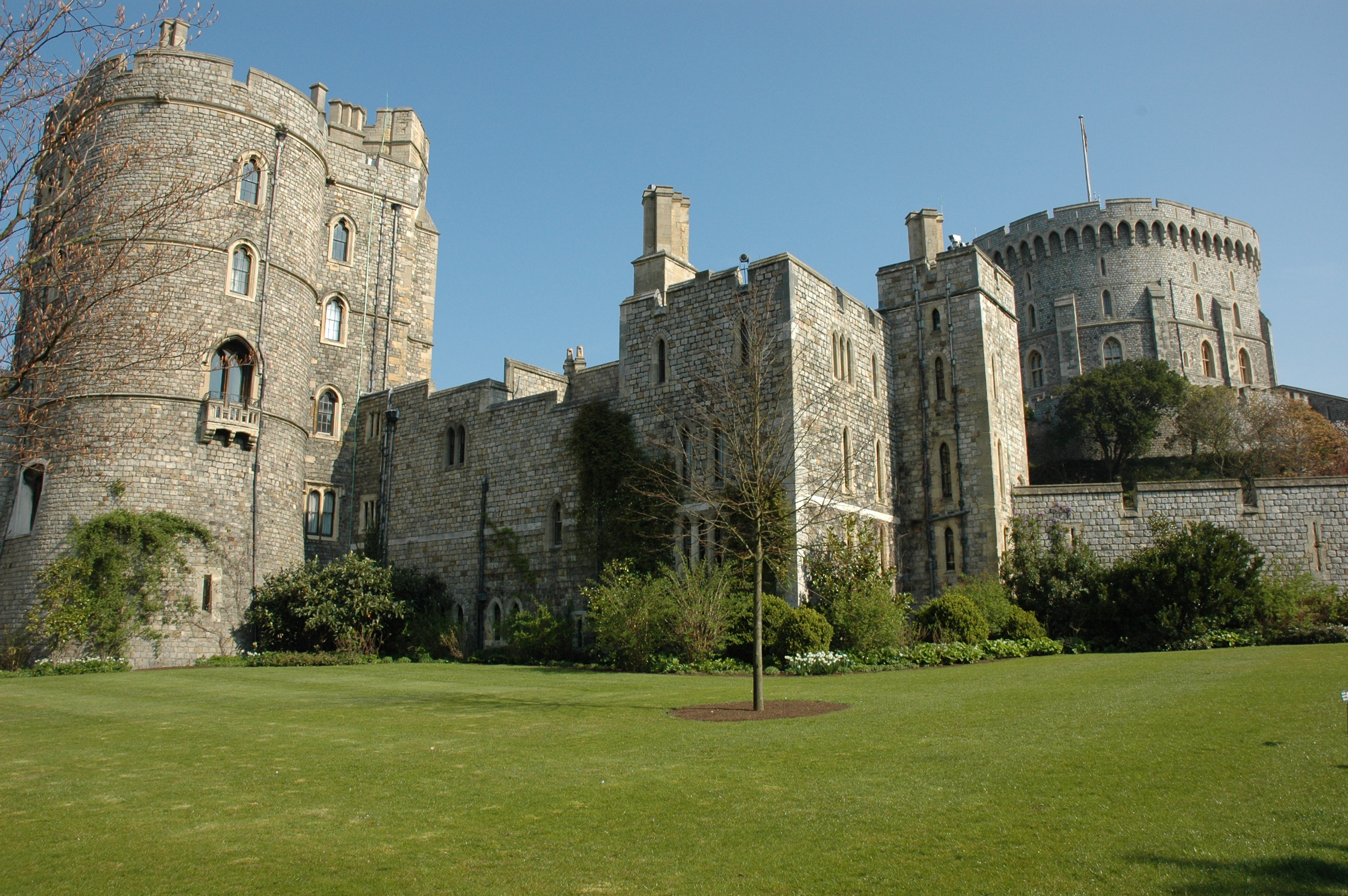
تم إخلاء البلاط الملكي للملكة إليزابيث إلى قلعة وندسور كما فعلوا أثناء وباء عام 1563.

ارتفعت معدلات الوفيات والإصابة بشكل مطرد خلال أشهر الشتاء، على الرغم من أن درجات الحرارة المنخفضة غالبًا ما تبطئ نشاط البراغيث أثناء أوبئة الطاعون. وقد اعتبر سكان لندن الذين يراقبون الوباء هذا أمرًا ينذر بالسوء. استمر أفراد الطبقة العليا الأكثر حيلة في الفرار خلال عام 1593 حيث أثبتت الإجراءات المضادة للحكومة عدم فعاليتها بسبب ظروف إيواء الأمراض في بعض مناطق لندن. كانت الأبرشيات والأحياء الفقيرة وغير الصحية تقع بالقرب من سور المدينة ونهر التايمز بينما أصبحت منطقة فليت ديتش في لندن، حول سجن فليت، الجزء الأكثر إصابة من المدينة. كتب سجين يُدعى ويليام سيسيل (يجب عدم الخلط بينه وبين اللورد بورغلي)، محتجزًا في سجن الأسطول بأمر من الملكة إليزابيث، أنه بحلول 6 أبريل 1593 «المكان الذي يرقد فيه [ويليام] هو تجمع روائح البلدة الكريهة، وهذا الموسم معدي، مات الكثيرون من الطاعون». أشارت الرسائل الحكومية إلى أن الطاعون كان «حارًا جدًا» في لندن بحلول 12 يونيو وأن الديوان الملكي للملكة «كان خارجًا في بعض الأماكن، وتم قطع جزء كبير من الأسرة». بحلول أغسطس، تم إخلاء الديوان الملكي للملكة إليزابيث إلى قلعة وندسور من أجل الهروب من تفشي الخطر المتزايد في لندن. واصلت مصافي السكر في المدينة أعمالها بلا هوادة على الرغم من أن المنازل والمسارح العامة ظلت مغلقة بأوامر حكومية لوقف انتشار العدوى.
تم رفع الإنذار في وندسور بعد وفاة سيدة سكروب التابعة للملكة إليزابيث من الطاعون في 21 أغسطس داخل القلعة، مما أدى إلى فرار البلاط الملكي مرة ثانية تقريبًا. لكن الحكومة ظلت في قلعة وندسور حتى نوفمبر حيث استضافت الملكة إليزابيث احتفالاتها المائلة.